# Pastoriça

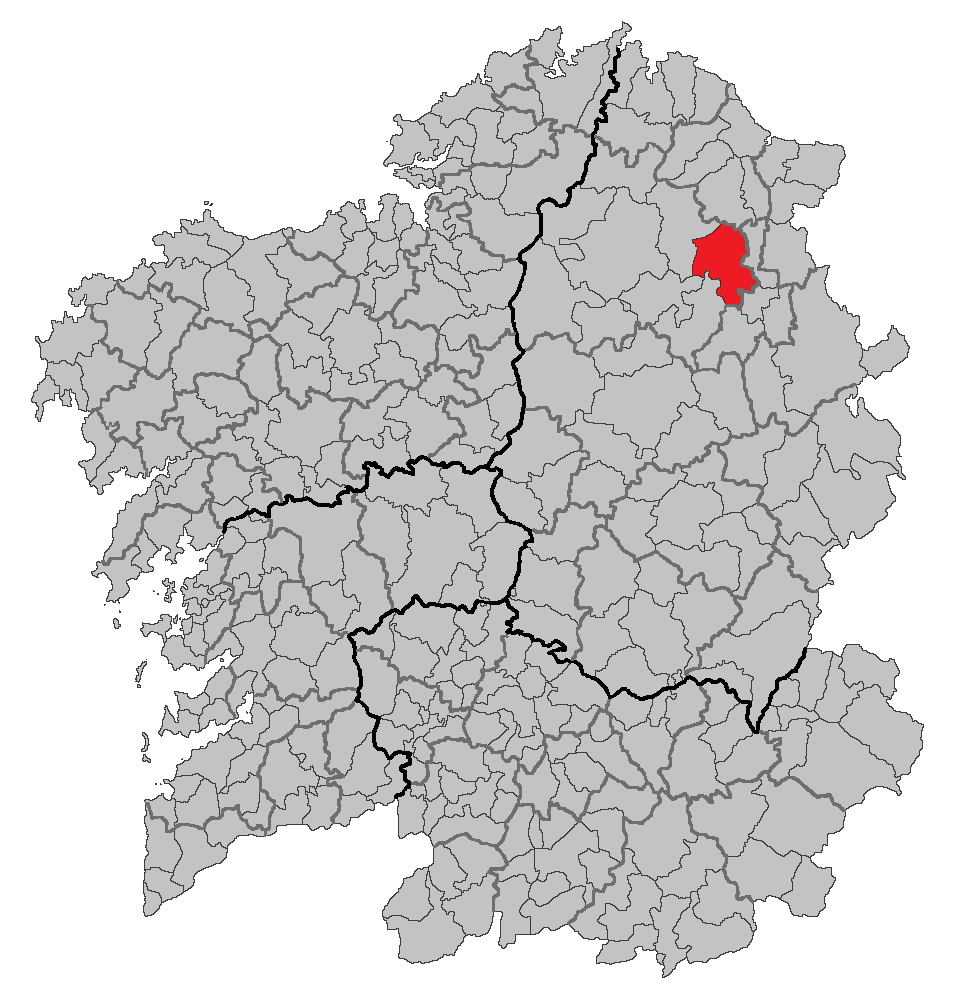
Localização da Pastoriça

A Pastoriça (em normativa RAG, e oficialmente, A Pastoriza) é um município da Espanha na província de Lugo, comunidade autónoma da Galiza, de área 175,15 km² com população de 3566 habitantes (2009) e densidade populacional de 20,53 hab/km².

## Demografia
| Variação demográfica do município entre 1842 e 2004 | Variação demográfica do município entre 1842 e 2004 | Variação demográfica do município entre 1842 e 2004 | Variação demográfica do município entre 1842 e 2004 | Variação demográfica do município entre 1842 e 2004 | Variação demográfica do município entre 1842 e 2004 | Variação demográfica do município entre 1842 e 2004 |
| --------------------------------------------------- | --------------------------------------------------- | --------------------------------------------------- | --------------------------------------------------- | --------------------------------------------------- | --------------------------------------------------- | --------------------------------------------------- |
| 1842                                                | 1877                                                | 1900                                                | 1950                                                | 1991                                                | 2001                                                | 2004                                                |
| 5688                                                | 7536                                                | 7921                                                | 7434                                                | 4492                                                | 3959                                                | 3856                                                |